# Regione di Bongolava
La regione di Bongolava è una regione della provincia di Antananarivo, nel Madagascar centrale.
Il capoluogo della regione è Tsiroanomandidy.
Ha una popolazione di 326 600 abitanti distribuita su una superficie di 16688 km².

## Geografia antropica

### Suddivisioni amministrative
La regione è suddivisa in due distretti:
- distretto di Fenoarivobe
- distretto di Tsiroanomandidy